# Ingenheim
Ingenheim (en alsacià Íngne) és un municipi francès, situat a la regió del Gran Est, al departament del Baix Rin. L'any 1999 tenia 301 habitants.
Forma part del cantó de Bouxwiller, del districte de Saverne i de la Comunitat de comunes del Pays de la Zorn.

## Demografia
| 1962 | 1968 | 1975 | 1982 | 1990 | 1999 |
| ---- | ---- | ---- | ---- | ---- | ---- |
| 279  | 307  | 304  | 302  | 296  | 301  |

## Administració
| Període | Identitat | Partit |
| ------- | --------- | ------ |
| 2001-   | Jean Vix  |        |